# Pontogelos aselgokeros
Pontogelos aselgokeros är en kräftdjursart som beskrevs av Stebbing1910. Pontogelos aselgokeros ingår i släktet Pontogelos och familjen Cirolanidae. Inga underarter finns listade i Catalogue of Life.